# Lepanthes iricolor
Lepanthes iricolor är en orkidéart som beskrevs av Carlyle August Luer. Lepanthes iricolor ingår i släktet Lepanthes och familjen orkidéer. Inga underarter finns listade i Catalogue of Life.